# The Lot (album)
The Lot è un box set del batterista dei Queen Roger Taylor pubblicato in edizione limitata l'11 novembre 2013 e ripubblicato il 10 novembre 2014.

## Descrizione
Il box contiene ogni brano pubblicato sia nella sua carriera solista, sia assieme ai The Cross, dei quali è stato fondatore, frontman, cantante solista e chitarrista ritmico. 
È l'unico boxset a lui dedicato, e include 12 CD (5 album da studio solisti, 3 da studio con i Cross, 2 di singoli da solista e 2 di singoli con i Cross) e 1 DVD che raccoglie diversi videoclip, alcuni brani eseguiti dal vivo, interviste e vari Electronic Press kit.
Il box set è stato pubblicato lo stesso giorno del quinto album in studio del batterista, Fun on Earth; le stampe iniziali presentavano numerosi problemi tecnici che Taylor e il suo team di produzione hanno tentato di affrontare chiedendo agli acquirenti di restituire le copie interessate in cambio di  copie corrette. Il box è stato infine ripubblicato il 10 novembre 2014.
Oggi è fuori catalogo.

## Tracce

### CD1: Fun in Space (1981)
1. No Violins - 4:33
2. Laugh or Cry - 3:06
3. Future Management - 2:58
4. Let's Get Crazy - 3:41
5. My Country I & II - 6:49
6. Good Times are Now - 3:28
7. Magic is Loose - 3:26
8. Interlude in Constantinople - 2:04
9. Airheads - 3:39
10. Fun in Space - 6:22

### CD2: Strange Frontier (1984)
1. Strange Frontier - 4:16
2. Beautiful Dreams - 4:24
3. Man on Fire - 4:05
4. Racing in the Street - 4:27
5. Masters of War - 3:51
6. Killing Time - 4:58
7. Abandonfire - 4:13
8. Young Love - 3:22
9. It's an Illusion - 4:03
10. I Cry for You (Love, Hope and Confusion) - 4:22

### CD3: Shove It (UK Version) (The Cross) (1988)
1. Shove It - 3:28
2. Cowboys and Indians - 5:53
3. Contact - 4:54
4. Heaven for Everyone - 4:54
5. Stand Up for Love - 4:22
6. Love on a Tightrope (Like an Animal) - 4:49
7. Love Lies Bleeding (She Was a Wicked, Wily Waitress) - 4:25
8. Rough Justice - 3:22
9. The 2nd Shelf Mix - 5:49

### CD4: Mad, Bad and Dangerous to Know (The Cross) (1990)
1. Top of the World, Ma - 3:35
2. Liar - 4:35
3. Closer to You - 3:18
4. Breakdown - 3:56
5. Penetration Guru - 3:48
6. Power to Love - 4:04
7. Sister Blue - 4:17
8. Foxy Lady - 3:28
9. Better Things - 2:48
10. Passion for Trash - 2:37
11. Old Men (Lay Down) - 4:55
12. Final Destination - 3:35

### CD5: Blue Rock (The Cross) (1991)
1. Bad Attitude - 4:45
2. New Dark Ages - 4:58
3. Dirty Mind - 3:30
4. Baby It's Alright - 4:05
5. Ain't Put Nothin' Down - 4:30
6. The Also Rans - 5:27
7. Millionaire - 3:43
8. Put It All Down to Love - 3:34
9. Hand of Fools - 4:30
10. Life Changes - 5:55

### CD6: Happiness? (1994)
1. Nazis 1994 - 2:37
2. Happiness - 3:17
3. Revelations - 3:44
4. Touch the Sky - 5:05
5. Foreign Sand - 6:54
6. Freedom Train - 6:13
7. You Had to Be There - 2:56
8. The Key - 4:26
9. Everybody Hurts Sometimes - 3:02
10. Loneliness... - 2:26
11. Dear Mr. Murdoch - 4:24
12. Old Friends - 3:33

### CD7: Electric Fire (1998)
1. Pressure On - 4:57
2. A Nation of Haircuts - 3:33
3. Believe in Yourself - 5:01
4. Surrender - 3:39
5. People on Streets - 4:11
6. The Whisperers - 6:06
7. Is It Me? - 3:24
8. No More Fun - 4:22
9. Tonight - 3:46
10. Where Are You Now? - 4:51
11. Working Class Hero - 4:41
12. London Town - C'mon Down - 7:13

### CD8: Fun on Earth (2013)
1. One Night Stand! - 4:21
2. Fight Club - 3:02
3. Be With You - 3:10
4. Quality Street - 4:25
5. I Don't Care - 3:24
6. Sunny Day - 3:38
7. Be my Gal (My Brightest Spark) - 2:45
8. I Am The Drummer (In a Rock'n'Roll Band) - 2:46
9. Small - 3:51
10. Say It's Not True (with Jeff Beck) - 4:58
11. The Unblinking Eye (Abridged) - 4:55
12. Up - 3:08
13. Smile - 3:01
14. Whole House Rockin - 3:01
15. Dear Mr. Murdoch (Nude mix) - 3:17

### CD9: Roger Taylor Solo Singles 1 (2013)
1. I Wanna Testify - 3:48
2. Turn on the TV - 3:28
3. My Country (Single Version) - 3:53
4. Man on Fire (Extended Version) - 6:09
5. I Cry for You (Single remix) - 4:10
6. Strange Frontier (Extended mix) - 8:37
7. I Cry for You (Extended remic) - 6:27
8. Two Sharp Pencils (Get Bad) - 3:27
9. Nazis 1994 (Radio Mix) - 3:27
10. Nazis 1994 (Kick Mix) - 4:27
11. Nazis 1994 (Schindlers Mix Extended) - 4:23
12. Nazis 1994 (Makita Mix Extended) - 3:57
13. Nazis 1994 (Big Science Mix) - 4:03
14. Foreign Sand (with Yoshiki) (single version) - 4:35
15. Final Destination (with Yoshiki) - 5:31
16. Everybody Hurts Sometimes (Live at Shepherd's Bush Empire 1994) - 4:03
17. Old Friends (Live at Shepherd's Bush Empire 1994) - 3:19

### CD10: Roger Taylor Solo Singles 2 (2013)
1. Pressure On (Single Version) - 3:23
2. People on Streets (Mashed) - 3:32
3. Tonight (Dub Sangria) - 3:50
4. Keep A-Knockin' (Man Utd Cd single) - 3:15
5. Surrender (Radio Mix) - 3:38
6. A Nation of Haircuts (Club cut) - 3:42
7. London Town - C'mon Down (Single mix) - 3:22
8. Surrender (Live at Cyberbarn) - 4:09
9. No More Fun (Live at Cyberbarn) - 4:22
10. Tonight (Live at Cyberbarn) - 4:26
11. One Night Stand - 3:52
12. Woman You're So Beautiful (Felix + Arty) (Main Mix) - 3:56
13. Woman You're So Beautiful (Felix + Arty) (Mad Mix) - 6:03
14. Woman You're So Beautiful (Felix + Arty) (Dance Hall Mix) - 5:35
15. The Unblinking Eye (Everything Is Broken) (Single Version) - 6:11
16. The Unblinking Eye (Almost Completely Nude Mix) - 6:10
17. Dear Mr. Murdoch (2011 Version) - 3:17

### CD11: The Cross Singles 1 (2013)
1. Cowboys and Indians (7" single edit) - 4:32
2. Love Lies Bleeding (She Was A Wicked, Wily Waitress) (Single Remix) - 4:14
3. Feel the Force - 3:47
4. Shove It (Extended Mix) - 5:51
5. Shove It (Metropolix Reix) - 3:30
6. Shove It (Denniz Pop Remix) - 5:04
7. Heaven for Everyone (7" version) (Roger Taylor Vocal) - 5:06
8. Heaven for Everyone (7" version) (Freddie Mercury Vocal) - 4:55
9. Manipulator (Extended Version) - 4:14
10. Manipulator (Single Version) - 3:58
11. Power to Love (Extended Version) - 5:18
12. Power to Love (Single Version) - 3:27
13. In Charge of my Heart - 2:18
14. Liar (12" Mix) - 6:32
15. In Charge of my Heart (12" Single Version) - 4:44
16. Liar (7" Version) - 3:19

### CD12: The Cross Singles 2 (2013)
1. New Dark Ages (7" Single Version) - 3:25
2. Ain't Put Nothin' Down (Long Version) - 4:54
3. Man on Fire (Live) - 5:07
4. Life Changes (7" Single Version) - 3:54
5. Heartland - 4:47
6. Celebration (Jam Studio Sessions) - 4:37
7. I Can Take You Higher (Jam Studio Sessions) - 3:29
8. I Can't Get You Out of my Head (Jam Studio Sessions) - 3:38
9. Passion for Trash (Jam Studio Sessions) - 2:51
10. Top of the World, Ma (Extended Remix) - 7:40
11. Shove It (U.S. Single Version) - 3:10

### DVD: The Lot DVD

#### Roger Taylor Solo
1. Strange Frontier
2. Man on Fire
3. Happiness
4. Foreign Sand
5. Surrender
6. Nazis 1994
7. The Unblinking Eye (Everything is Broken)
8. Dear Mr. Murdoch

#### Live
1. Old Friends (Gosport Festival 1994)
2. Man on Fire (Truro City Hall 1994)
3. Happiness (Truro City Hall 1994)
4. Everybody Hurts Sometimes (Truro City Hall 1994)

#### The Cross
1. Cowboys and Indians
2. Cowboys and Indians (2 Drummers)
3. Shove It
4. Heaven for Everyone
5. Power to Love
6. Liar
7. New Dark Ages
8. Blue Rock (EPK)

#### Interviews & Electronic Press Kits
1. Happiness? (EPK)
2. Electric Fire (EPK)
3. Interview for Parlophone